# Zgornje Duplice
Zgornje Duplice so naselje v Občini Grosuplje.